# Deutsche Demokratische Partei

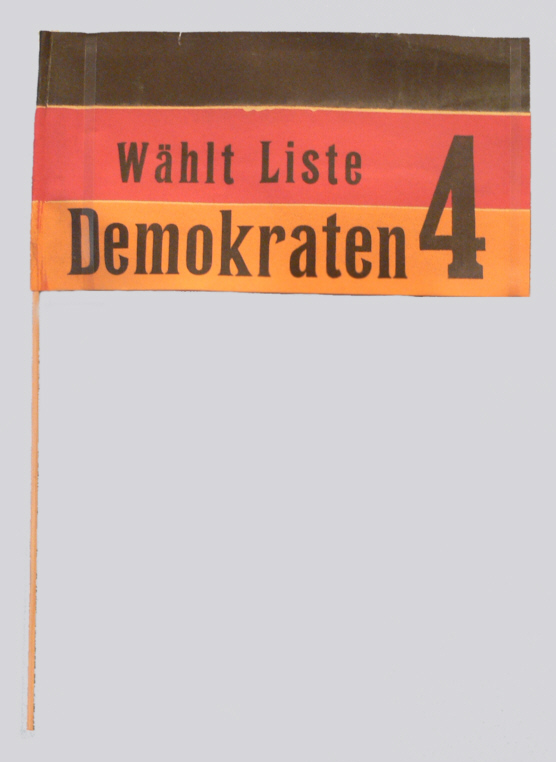
Pappersflagga från 1929.

Deutsche Demokratische Partei (DDP), Tyska demokratiska partiet, var ett socialliberalt parti i Tyskland 1918–1930.
Tyska demokratiska partiet bildades efter novemberrevolutionen 1918, genom ett sammangående mellan det socialliberala Fortschrittliche Volkspartei och Tyska nationalliberala partiets (Deutsche Nationalliberale Partei) vänsterflygel. År 1930 ombildades partiet genom sammanslagning med bland annat Volksnationale Reichsvereinigung till Tyska Statspartiet (Deutsche Staatspartei, DStP) för att slutligen tvångsupplösas efter nazisternas maktövertagande 1933.
Partiets program publicerades i december 1918, och på det valdes 75 ledamöter av nationalförsamlingen 1919. Dess numerär i tyska riksdagen gick därefter tillbaka och var 45 i riksdagen 1920, 28 i maj 1924 och 32 i december samma år. År 1924 utbröt sig Tyska bondeförbundet (Deutsche Bauernbund), och en del andra medlemmar bildade Liberala föreningen (Liberale Vereinigung). 
Partiets grundare var Friedrich Naumann, vilken som ledare efterträddes av senatorn Carl Wilhelm Petersen, förre riksministern Erich Koch-Weser och riksdagsledamoten Anton Erkelenz.